# 地平线 (政党)
地平线（法語：Horizons，發音：[ɔʁizɔ̃] ⓘ）是法国的中右翼政党，由时任勒阿弗尔市长、前法国总理爱德华·菲利普于2021年10月创立。
该党是为吸引中右翼人士在2022年法国总统选举中支持埃马纽埃尔·马克龙而创建。该党成立之初宣布了四大优先事项：人口、环境、地缘政治和技术。
2022年10月8日，爱德华·菲利普在接受《巴黎人报》采访时表示，该党成立一年以来已有19,324名党员。
2023年3月25日，该党于巴黎花卉公园召开了第一次代表大会，与会者超过3,000人。伊莉莎白·博恩、弗朗索瓦·贝鲁和斯特凡纳·塞茹尔内以及其他几位政府成员也出席了此次会议。